# Joey Saputo
Giuseppe Saputo, detto Joey (Montréal, 25 settembre 1964), è un dirigente sportivo e imprenditore canadese di origini italiane nel campo dell'industria casearia, nonché presidente del Bologna Football Club e proprietario del CF Montréal.

## Biografia
Joey è figlio di Emanuele detto "Lino" Saputo, fondatore della Saputo Incorporated, una delle maggiori industrie del nord America nel settore dei latticini. Lino, figlio di Maria e Giuseppe Saputo, emigrò nel Québec da Montelepre (in provincia di Palermo). Proprio la cittadina siciliana ha conferito a Joey, il 14 aprile 2016, la cittadinanza onoraria. Joey Saputo è a sua volta padre di quattro figli. Parla fluentemente l'italiano.

## Attività imprenditoriale
Saputo ha cominciato la propria attività imprenditoriale nel 1985 nell'azienda casearia di famiglia, ricoprendo vari ruoli fino alla nomina, nel 1990, a direttore operativo. Nel 2007 ha abbandonato ogni ruolo nella Saputo Inc. per dedicarsi alla Free2Be, la holding di famiglia, e al club calcistico dell'Impact. Fa inoltre parte del consiglio di amministrazione della Transforce, una compagnia di autotrasporti il cui pacchetto di maggioranza appartiene ai Saputo. Siede anche nei consigli della fondazione dell'ospedale universitario Saint-Justine di Montréal e della fondazione della comunità italo-canadese del Québec.
Nel 2015 la famiglia Saputo risultava al 289º posto della classifica delle persone più ricche del mondo con un patrimonio di oltre 5 miliardi di dollari.

## Calcio

### Montréal
Nel 1993 la famiglia Saputo, appassionata di calcio al punto di essere già stata coinvolta nell'esperienza dei Montréal Manic negli anni della NASL, decise di fondare un nuovo club di calcio professionistico nella propria città. Joey Saputo fu quindi nominato presidente dell'Impact, carica che ha ricoperto dalla fondazione al 2018, con la sola interruzione degli anni dal 1998 al 2001, quando la società passò temporaneamente sotto il controllo di un gruppo azionario esterno alla famiglia. Sotto la guida di Joey Saputo la società è gradualmente cresciuta fino all'ingresso nella MLS, il massimo campionato di Stati Uniti e Canada. Nel gennaio 2019, pur rimanendo proprietario, Joey Saputo ha lasciato la carica di presidente.
Saputo è stato anche protagonista della decisione di costruire uno stadio specifico per il calcio dove l'Impact potesse giocare i propri incontri casalinghi. Così nel 2008 è stato inaugurato lo Stade Saputo, poi ulteriormente ampliato nel 2012 raggiungendo gli oltre 20.000 posti a sedere.

### Bologna
Saputo ha fatto parte della cordata di imprenditori americani, guidata da Joe Tacopina, che il 14 ottobre 2014 ha rilevato la squadra di calcio del Bologna. Nel dicembre del 2014 viene nominato presidente del consiglio di amministrazione dei rossoblu. Dopo alcuni contrasti con Tacopina e le dimissioni di quest'ultimo il 20 settembre 2015, resta da solo alla guida del club emiliano. Il 12 maggio 2024 il Bologna ottiene una storica qualificazione alla UEFA Champions League. Il 14 maggio 2025 il Bologna vince la sua terza Coppa Italia.